# Marshall Pinckney Wilder
Marshall Pinckney Wilder (né le 19 septembre 1859, mort le 10 janvier 1915) est un acteur américain nain, humoriste et artiste.

## Biographie
Marshall Pinckney Wilder (parfois écrit Marshal) est né sur les rives du lac Seneca à Geneva (New York), il est le fils du Dr. Louis de Valois Wilder et de Mary A. Bostwick. Il a le même nom que son grand-oncle, un botaniste amateur qui a aidé à fonder la société horticole du Massachusetts,. Son père a été diplômé en 1843 de l'école de médecine de Geneva, et a exercé en tant que médecin au Flower Hospital.
Alors qu'il était encore enfant, sa famille déménage à Rochester où il se fait connaître en tant que conteur d'histoires. C'est à Rochester qu'il reçoit ses premières inspirations pour sa future carrière. Il déménage à New York City vers l'âge de 20 ans et travaille pour une société commerciale. Il arrondit ses fins de mois  en se produisant en tant qu'humoriste pour des cachets de 50 cents.
En 1883 Wilder se rend à Londres où il devient un des favoris de la famille royale britannique. Le Prince de Galles, Edward VII devient un admirateur de Wilder. Sa carrière évolue vers le vaudeville et en 1904 il réalise une tournée mondiale,.
Le journal Syracuse Herald écrit à son sujet en 1907 « His pathos, his humor, his indescribable droll and uplifting optimism keeps bubbling forth all through the evening. »
Wilder, qui signe toujours ses correspondances "Merrily yours", écrit trois livres durant sa carrière: The People I've Smiled With (1899), The Sunnyside of the Street (1905), et Smiling Around the World (1908); il participe à de nombreux volumes de The Wit and Humor of America et The Ten Books of the Merrymakers. The Washington Post écrit en 1915 à propos de son handicap, « Wilder coaxed the frown of adverse fortune into a smile,. »
Bien que relativement oublié de nos jours, Wilder a été célèbre de son vivant et n'a pas utilisé son nanisme comme excuse pour se laisser aller à la facilité.
Il a refusé des propositions de producteurs de spectacles comme P.T. Barnum afin de privilégier une carrière d'acteur et d'artiste. Il fait sa première apparition dans un film en  1897, qui lui a été payé $600 à l'époque, et participe à son dernier film en 1913. Wilder a aussi laissé des enregistrements de ses textes.
A la fin de ses spectacles, Wilder était connu pour demander à chaque spectateur d'applaudir avec un généreux pourboire dans ses mains. Wilder a été jusqu'à son dernier show très bien rémunéré. 
Il meurt en 1915 à l'âge de 55 ans. Sa notice nécrologique,intitulée « The King of Jesters », a été écrite par Elbert Green Hubbard, qui loue l'attitude et les réalisations de Wilder malgré son handicap. 

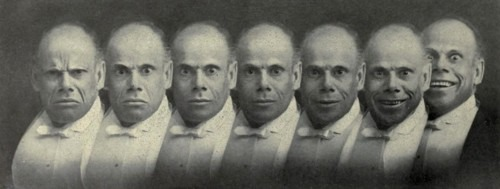
Montage photographique de Marshall Pinckney Wilder

## Filmographie
- 1897 : Marshall P. Wilder
- 1910 : Actor's Fund Field Day
- 1912 : Marshall P. Wilder
- 1912 : Chumps
- 1912 : The Five Senses
- 1912 : The Pipe

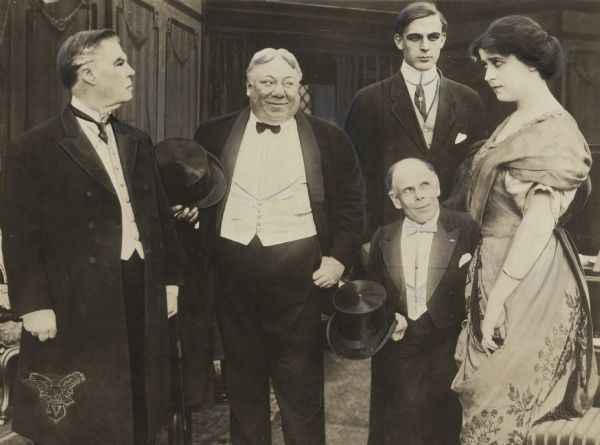
Scène de la production Vitagraph Chumps (1912). De gauche à droite: William Shea, John Bunny, Wallace Reid, Marshall P. Wilder, et Leah Baird.

- 1912 : The Greatest Thing in the World
- 1912 : Professor Optimo
- 1912 : Mockery de Laurence Trimble
- 1912 : The Godmother
- 1912 : The Curio Hunters
- 1912 : The Widow's Might